# Égletons
Égletons (Aus Gletons auf Okzitanisch) ist eine französische Stadt mit 4336 Einwohnern (Stand 1. Januar 2022) im Département Corrèze in der Region Nouvelle-Aquitaine und Hauptort des Kantons Égletons. Die Einwohner nennen sich Égletonnais(es).

## Geografie
Die Stadt liegt im Zentralmassiv im Quellgebiet der Montane am Fuß der Monédières und des Plateau de Millevaches und ist von ausgedehnten Wäldern und Feldern umgeben. Tulle, die Präfektur des Départements, liegt etwa 30 Kilometer südwestlich und Ussel rund 28 Kilometer nordöstlich.
Nachbargemeinden von Égletons sind Péret-Bel-Air im Norden, Soudeilles im Nordosten, Darnets im Osten, Moustier-Ventadour im Südosten, Rosiers-d’Égletons im Südwesten und Süden sowie Saint-Yrieix-le-Déjalat im Nordwesten.

### Verkehr
Die Autoroute A89, von Égletons erreichbar über Abfahrt 22, passiert die Stadt am nördlichen Rand in Richtung von Nordost nach Südwest.

### Klima
Das Klima ist ozeanisch geprägt, doch hat es aufgrund der Mittelgebirgslage kalte Winter und heiße Sommer. Schneefälle und Temperaturen um 0° sind im Winter häufig, während die heißen Sommer oft von milden Tagen und Wochen im Spätsommer und Frühherbst gefolgt werden.

## Geschichte
Diese seit gallisch-römischer Zeit immer bedeutender werdende Ansiedlung wurde ab 1059 zum Hauptsitz der Herren von Ventadour. Die Etymologie des Namens Égletons ist ungewiss, einige sehen den Ursprung in einem Männernamen, während andere seinen Ursprung im mittelalterlichen Latein sehen. Dennoch entwickelte sich der Ort unter dem Schutz der gewaltigen Festung der Ventadour im Mittelalter zu einer prosperierenden Stadt. Der berühmteste Sohn der Stadt war in dieser Epoche Bernard de Ventadour, einer der bekanntesten Troubadouren seiner Zeit.
Charles Spinasse (1893–1979), ein ehemaliger Minister des linken Front populaire, war 1929 bis 1944 Bürgermeister von Égletons und in den Jahren der deutschen Besatzung Frankreichs im Zweiten Weltkrieg ein Kollaborateur. Er gab die Vichy-Zeitungen L’Effort und Le Rouge et le Bleu heraus. Nach der Befreiung verhaftet, erhielt er im Oktober 1945 einen Freispruch. Er amtierte von 1965 bis 1977 erneut als Bürgermeister.

### Einwohnerentwicklung
| Jahr      | 1962 | 1968 | 1975 | 1982 | 1990 | 1999 | 2007 | 2016 |
| Einwohner | 3201 | 3669 | 4608 | 4590 | 4487 | 4093 | 4355 | 4287 |

### Stadtwappen
Blasonierung:In Gold und Rot geschacht.
Das Wappen, seit 1696, zeigt schachbrettartig angeordnete goldene und rote Quadrate und ist das alte Wappen der Vizegrafen von Ventadour.

## Sehenswürdigkeiten
- Reste der alten Befestigungsanlagen
- Kirche Saint Antoine[2]
- Stadtbrunnen aus dem 19. Jahrhundert
- Lac du Deiro[3], ein 11 ha großer künstlich angelegter See genutzt für Wasseerportaktivitäten[4]

## Bildungseinrichtungen
Égletons ist in ganz Frankreich bekannt für seine Schulen im Bereich Bauwesen:
- L’École d’Application aux métiers des Travaux Publics (EATP)[5]
- Lycée Pierre Caraminot ein französisches Gymnasium für den Bereich öffentliches und ziviles Bauwesen sowie industrielle Instandhaltung

## Städtepartnerschaft
Die Stadt Égletons unterhält eine Städtepartnerschaft mit Uffenheim in Deutschland.

## Persönlichkeiten
- Bernard de Ventadour (* 1130–1140; † 1190–1200), Troubadour, Komponist und Poet
- Charles Spinasse (1893–1979), Politiker (SFIO) und Kollaborateur
- Bertrand Eveno (* 1944), Pressefunktionär
- Bernadette Bourzai (* 1945), Politikerin der Parti Socialiste
- Fabien Domingo (* 1976), Rugby-Spieler
- Thomas Domingo (* 1985), Rugby-Spieler